# فطر عرف الاسد
فطر عرف الأسد بالإنجليزية: (lion's mane mushroom) يسمى أيضًا (هيريسيوم إيريناسوس، وفطر كهنة الجبل، وفطر الأسنان الملتحية، والقنفذ الملتحي) هو فطر صالح للأكل ينتمي إلى مجموعة فطريات الأسنان. موطنها الأصلي أمريكا الشمالية وأوروبا وآسيا، يمكن التعرف عليها من خلال أشواكها الطويلة (أطول من سنتيمتر واحد أو 12 بوصة)، وحدوثها على الأخشاب الصلبة، والميل إلى نمو كتلة واحدة من الأشواك المتدلية. يمكن حصاد أجسام الفاكهة لاستخدامها في الطهي. يمكن الخلط بين فطر عرف الأسد وأنواع أخرى، والتي تنمو عبر نفس النطاق. في البرية، هذا الفطر شائع خلال أواخر الصيف ويسقط على الأخشاب الصلبة، وخاصة الزان والقيقب الأمريكي. عادة ما يعتبر عرف الأسد، لأنه يتغذى في الغالب على الأشجار. يمكن العثور عليه أيضًا على الأشجار الحية، لذلك قد يكون طفيليًا للشجرة. قد يشير هذا إلى موطن داخلي.

## وصف
أجسام فاكهة عرف الأسد عبارة عن درنات منتفخة كبيرة الحجم وغير منتظمة.  هم 5–40 سنتيمتر (2–15 1⁄2 بوصة) في القطر وتهيمن عليها الأشواك المزدحمة والمعلقة المنتجة للأبواغ which are 1–5 سـم (1⁄2–2 بوصة) .
نظام الهيفال هو أحادي، أميلويد، ويتكون من خيوط رقيقة إلى سميكة الجدران التي يبلغ عرضها حوالي 3-15 & nbsp ؛ ميكرومتر (ميكرومتر). تحتوي الواصلة أيضًا على حواجز مثبتة وعناصر جليوبليروس (مليئة بالمواد الدهنية والراتنجية)، والتي يمكن أن تأتي إلى غشاء الفطر.
يبلغ طول القاعدية 25-40 ميكرومترًا وعرضها 5-7 & nbsp ؛ تحتوي على أربعة أبواغ لكل منها وتمتلك مشبكًا أساسيًا. يبلغ طول جراثيم الأميلويد البيضاء حوالي 5-7 & nbsp ؛ ميكرومتر في الطول وعرض 4-5 & nbsp ؛ ميكرومتر. يوصف شكل البوغ على أنه شبه كروي إلى إهليلجي قصير وسطح البوغ ناعم إلى خشن بدقة.

### التطوير
أجسام الفاكهة "ح. يتم إنتاج ايريناسوس بشكل رئيسي سنويًا من أغسطس إلى نوفمبر في أوروبا. ولوحظ أن "H. & nbsp؛ ايرينسيوس" يمكن أن تثمر بشكل متقطع لمدة 20 عامًا على نفس الشجرة الميتة. يُفترض أن "H. تبين أن نظام التزاوج لأنواع "H.
إن نمو الفطريات أحادي النواة لـ "H. أجسام الفاكهة أحادية النواة هي أيضًا أصغر من أجسام الفاكهة ثنائية النواة. تم العثور على الفطريات أحادية النواة لإنتاج مغزلي لـ الكلاميديا شحمية بحجم 6-8 × 8-10 & nbsp ؛ ميكرومتر. يمكن أن تبقى هذه الجراثيم قابلة للحياة لأكثر من سبع سنوات ويتم تخزينها في ظل ظروف لاهوائية. إلى 54٪.
يكون إنتاج البوغ أعلى في منتصف النهار ، مقارنة بزيادة درجة الحرارة وانخفاض الرطوبة النسبية. الاتجاهات اليومية نحو الرطوبة النسبية المنخفضة يمكن أن تفضل التبويض ، ومع ذلك ، فإن مستويات الرطوبة النسبية المنخفضة للغاية لا تفضل إنتاج البوغ الكلي المرتفع.

### الكيمياء الفطرية
ح. يحتوي ايريناسوس على مواد كيميائية فطرية متنوعة، بما في ذلك السكريات، مثل-جلوكان، بالإضافة إلى هيريسينونيس و إيريناسين. من الزيت العطري، تم تحديد 77 من مركبات الرائحة والنكهة، بما في ذلك حمض هيكساديكانويك (26٪ من إجمالي تركيبة الزيت)، وحمض اللينوليك (13٪)، والفينيل أسيتالديهيد (9٪) والبنزالديهايد (3٪)، وزيوت أخرى، مثل 2-الميثيل-3- فورانثيول و 2- إيثيل بيرازين و 2،6- ثنائي اثيل بيرازين. تركيزات منخفضة من إرغوستيرول موجودة.

### الأنواع المماثلة
تشمل الأنواع المماثلة 'الهريسيوم أمريكانوم' و 'كورالويدس الهريسيوم.

## زراعة
في زراعة الفطريات، تكون السلالات الفطرية مماثلة لأصناف النباتات في تربية المحاصيل. السلالات الفطرية تشتمل على أحفاد نسيلية لعزلة واحدة من مستعمرة فطرية واحدة في ثقافة نقية. "الهريسيوم" النيابة. تنمو في البرية في أمريكا الشمالية وأوروبا وآسيا، وعلى الرغم من وجود بحث علمي كبير عنها، إلا أنها لا يتم إنتاجها صناعيًا بشكل شائع. وفقًا لذلك، هناك عدد قليل من السلالات المتاحة تجاريًا في الولايات المتحدة أو أوروبا وحدثت تكاثر ضئيل أو معدوم للحصول على إنتاجية أعلى أو سمات مواتية أخرى. أفادت تجارب الإنتاج في مصر أن إنتاجية ايرينسيوس بلغ متوسطها 165 جم لكل 1 كجم وسط.

### متطلبات الركيزة
كنبات نباتي يحدث على الخشب الميت، "ح. يتطلب ايريناسوس عوامل الركيزة الكافية، بما في ذلك مصادر الكربون والنيتروجين المناسبة، وقيمة معينة من الأس الهيدروجيني ونسبة الكربون/ النيتروجين المثالية.
تم استخدام العديد من الركائز المختلفة بنجاح في زراعة هذا الفطر. اعتمادًا على نوع الزراعة، يمكن أن تكون الركيزة إما صلبة (سجل اصطناعي) أو سائل (ثقافة مغمورة وثقافة مغمورة عميقة). الركيزة الصلبة هي في الغالب خليط من نشارة الخشب الصلب أو الصنوبريات التي تحتوي على مكملات مختلفة قد تشمل نخالة القمح وقش القمح ووجبة فول الصويا ووجبة الذرة ونخالة الأرز وقش الأرز. على سبيل المثال،  ح. تنمو سلالات إيريناسوس على ركيزة نشارة خشب الزان المخصبة بنخالة القمح (20٪)، حبوب الجاودار (25٪)، وجبة فول الصويا (7٪)، وجبة بذور اللفت (10٪)، أو دقيق اللحم (6٪).
مثال على تكوين الركيزة السائلة يمكن أن يكون الجلوكوز لمصدر الكربون ومسحوق فول الصويا ومسحوق الذرة ومسحوق نخالة القمح كمصدر نيتروجين معقد. قيم الأس الهيدروجيني الأكثر ملاءمة للنمو الإيجابي لـ 'H. كان عرف الأسد في نطاق 5.0 - 9.0، مع الرقم الهيدروجيني 6.0 كأمثل.

### متطلبات المناخ
"فطر عرف الأسد " يتطلب بيئة رطبة لنموها: 85 إلى 90٪ من الرطوبة النسبية في الهواء. درجة حرارة الحضانة الأكثر ملاءمة للنمو الفطري لـ 'H. تم العثور على عرف الأسد ليكون 25 & nbsp؛ ° c, وكانت درجة الحرارة المثلى للنمو الخضري 26 درجة مئوية.إن عرف الأسد غير قادر على النمو مع الماء احتمال أقل than -5 Mpa.

### تقنيات
الزراعة الاصطناعية لـ 'H. تم الإبلاغ عن عرف الأسد لأول مرة في الصين في عام 1988. ومع ذلك، فإن هذا النوع من الزراعة الاصطناعية غير مناسب للإنتاج الصناعي بسبب انخفاض إنتاجه ودورات الزراعة الطويلة.
الثقافة المغمورة هي نوع من الزراعة الاصطناعية لـ "عرف الأسد " حيث تزرع الفطريات في وسط سائل. باستخدام هذه الطريقة، يمكن الحصول على عدد كبير من الفطريات بسرعة. يمكن الحصول على المركبات النشطة بيولوجيًا من الأجسام المثمرة، أو الكتلة الحيوية الفطرية المزروعة بالمياه، أو المرق المزروع بالسائل. يقوم المزارعون بتحسين تكوين وسط الثقافة للحصول على عوائد عالية في وقت واحد من "H. 2020} يُفضل التخمير المغمور لإنتاج الكتلة الحيوية الفطرية والأيضات النشطة بيولوجيًا من أجل إنتاج كتلة حيوية أكثر اتساقًا واستخراج المنتجات.
وقد لوحظ أن منظمات النمو، مثل حمض 2،4-ثنائي كلورو فينوكسيتيك والجبريلين، لها تأثير مفيد على إنبات البوغ. Otتقنيات أخرى، مثل ضوء الليزر الأحمر والأخضر منخفض الكثافة، حفزت إنبات البوغ وكذلك النمو الخضري للفطريات. ساهم ليزر الأرجون والهيليوم أيضًا في تسريع نمو جسم الفاكهة بنسبة 36-51٪.

### سلالات برية
السلالات البرية من "عرف الأسد ". يمكن عزلها وزراعتها عن طريق جمع الأجسام المثمرة أولاً من الأشجار المتساقطة في الموطن الطبيعي. يمكن بعد ذلك فتح الأجسام المثمرة للحصول على قطع من الأنسجة الداخلية المنتجة للأبواغ. ثم يتم وضع هذا النسيج على أطباق بتري مع أجار لزراعة المستعمرات الفطرية عند 25 درجة مئوية. بعد عدة عمليات نقل إلى أطباق بتري جديدة للتحقق من نقاء السلالة ، يمكن الاحتفاظ بها عند 80 درجة مئوية للتخزين طويل الأجل.

## صالة عرض

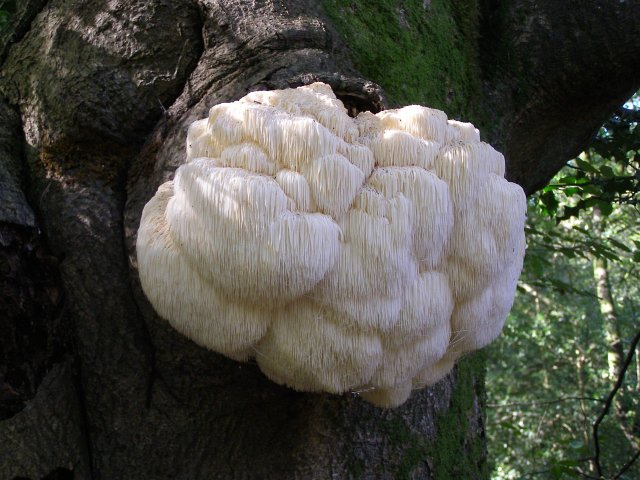
فطر عرف الأسد على شجرة

## أنظر أيضا
- الفطريات الطبية